# عبدالله أبو رحمة
عبد الله أبو رحمة هو ناشط فلسطيني بارز في مجال مقاومة الاستيطان والجدار الفاصل، ومنسق اللجنة الشعبية لمقاومة الجدار والاستيطان في قرية بلعين غرب رام الله. يُعرف على نطاق واسع بدوره القيادي في تنظيم المسيرات الأسبوعية السلمية ضد الجدار والاستيطان، والتي بدأت في عام 2005، وشارك فيها متضامنون فلسطينيون وأجانب.

## اعتقاله
تعرض أبو رحمة للاعتقال عدة مرات من قبل سلطات الاحتلال الإسرائيلي. في عام 2009، اعتُقل لمدة 15 شهرًا بتهمة تنظيم وقيادة التظاهرات السلمية، وأُفرج عنه في مارس 2011. في عام 2014، أصدرت محكمة عوفر العسكرية حكمًا عليه بالسجن لمدة 4 أشهر مع وقف التنفيذ، بتهمة عرقلة عمل جرافة عسكرية كانت تشارك في بناء الجدار الفاصل. وفي عام 2018، حكمت المحكمة عليه بالسجن لمدة 4 أشهر مع غرامة مالية، إضافة إلى عقوبة أخرى مع وقف التنفيذ لمدة 4 أشهر، بتهمة المشاركة في احتجاجات سلمية ضد الاستيطان.
على الرغم من هذه الاعتقالات والمحاكمات، يواصل أبو رحمة نشاطه في مقاومة الاحتلال، ويُعتبر رمزًا للنضال الشعبي السلمي في فلسطين. وقد نال تقديرًا دوليًا، حيث وصفته وزيرة خارجية الاتحاد الأوروبي السابقة كاترين أشتون بـ"مدافع عن حقوق الإنسان".